# Oligopogon
Oligopogon is een vliegengeslacht uit de familie van de roofvliegen (Asilidae).

## Soorten
- O. anatolicus Geller-Grimm & Hradský, 2003
- O. ater Bigot, 1879
- O. creticus Geller-Grimm & Hradský, 2003
- O. enigmatus Oldroyd, 1974
- O. graecus Geller-Grimm & Hradský, 2003
- O. harlequini Oldroyd, 1970
- O. hyalipennis (Oldroyd, 1959)
- O. hybotinus (Loew, 1847)
- O. londti Geller-Grimm & Hradský, 2003
- O. nigripennis Engel & Cuthbertson, 1937
- O. nitidus Efflatoun, 1937
- O. palestinensis Theodor, 1980
- O. penicillatus Loew, 1858
- O. pollinosus Engel, 1932
- O. rufus Geller-Grimm & Hradský, 2003
- O. superciliatus Oldroyd, 1970